# أولمبياد الشطرنج ال33
أولمبياد الشطرنج 1998 هي منافسة عالمية نظمها الاتحاد الدولي للشطرنج من 26 سبتمبر إلى 13 أكتوبر2000 بمدينة إيليستا الروسية .